# 商业模式
商业模式是工商业创造收入和利润的计划。这是公司的顾客服务计划的总结。它包括策略和实施。

## 定义
商业模式描述的是一个很大范围内正式或非正式的模型，这些模型被公司用来描述商业行为中的不同方面，如操作流程，组织结构，及金融预测。虽然这个概念早在20世纪50年代就被提出，但直到20世纪90年代才被广泛接受。在很多商业方面的文献中，这个概念被给与不少非正式的定义。
|                                         | 商业模型是一个理论工具，它包含大量的商业元素及它们之间的关系，并且能够描述特定公司的商业模式。它能显示一个公司在以下一个或多个方面的价值所在：客户，公司结构，以及，以营利和可持续性盈利为目的，用以生产，销售，传递价值及关系资本的客户网。 |
| ——Osterwalder, Pigneur and Tucci (2005) | |

人们在文献中使用商业模式这一名词的时候，往往模糊了两种不同的含义：一类作者简单地用它来指公司如何从事商业的具体方法和途径，另一类作者则更强调模型方面的意义。这两者实质上是有所不同的：前者泛指一个公司从事商业的方式，而后者指的是这种方式的概念化。后一观点的支持者们提出了一些由要素及其之间关系构成的参考模型（Reference Model），用以描述公司的商业模式。
商業模式確立後，就可以進入下一階段「商業計劃」。

## 商业模式的概念
商业模式的概念化有很多版本。它们之间有着不同程度的相似和差异。在综合了各种概念的共性的基础上，提出了一个包含九个要素的参考模型。这些要素包括：
- 价值主张（Value Proposition）：即公司通过其产品和服务所能向消费者提供的价值。价值主张确认了公司对消费者的实用意义。
- 消费者目标群体（Target Customer Segments）：即公司所瞄准的消费者群体。这些群体具有某些共性，从而使公司能够（针对这些共性）创造价值。定义消费者群体的过程也被称为市场划分（Market Segmentation）。
- 分销渠道（Distribution Channels）：即公司用来接触消费者的各种途径。这里阐述了公司如何开拓市场。它涉及到公司的市场和分销策略。
- 客户关系（Customer Relationships）：即公司同其消费者群体之间所建立的联系。我们所说的客户关系管理（Customer Relationship Management）即与此相关。
- 价值配置（Value Configurations）：即资源和活动的配置。
- 核心能力（Core Capabilities）：即公司执行其商业模式所需的能力和资格。
- 合作伙伴网络（Partner Network）：即公司同其他公司之间为有效地提供价值并实现其商业化而形成的合作关系网络。这也描述了公司的商业联盟（Business Alliances）范围。
- 成本结构（Cost Structure）：即所使用的工具和方法的货币描述。
- 收入模型（Revenue Model）：即公司通过各种收入流（Revenue Flow）来创造财富的途径。

商业模式的设计是商业策略（Business Strategy）的一个组成部分。而将商业模式实施到公司的组织结构（包括机构设置、工作流和人力资源等）及系统（包括IT架构和生产线等）中去则是商业运作（Business Operations）的一部分。这里必须要清楚区分两个容易混淆的名词：业务建模（Business Modeling）通常指的是在操作层面上的业务流程设计（Business Process Design）；而商业模式和商业模式设计指的则是在公司战略层面上对商业逻辑（Business Logic）的定义。
现在提到的商业模式很多都是以互联网和移动互联网为媒介，整合传统的商业类型，连接各种商业渠道，具有高创新，高价值，高盈利，高风险的全新商业运作和组织架构模式。简单来说就是公司是怎么赚钱的。

## 商业模式的类型

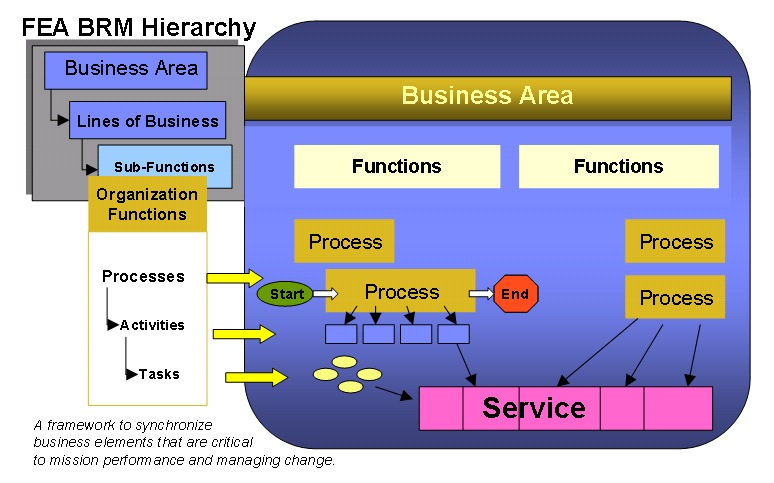
服務業模式的範例

一般地说，服务业的商业模式要比制造业和零售业的商业模式更复杂。最古老也是最基本的商业模式就是“店铺模式（Shopkeeper Model）”，具体点说，就是在具有潜在消费者群的地方开设店铺并展示其产品或服务。.
一个商业模式，是对一个组织如何行使其功能的描述，是对其主要活动的提纲挈领的概括。它定义了公司的客户、产品和服务。它还提供了有关公司如何组织以及创收和盈利的信息。商业模式与（公司）战略一起，主导了公司的主要决策。商业模式还描述了公司的产品、服务、客户市场以及业务流程。
今天，大多数的商业模式都要依赖于技术。互联网上的创业者们发明了许多全新的商业模式，这些商业模式完全依赖于现有的和新兴的技术。利用技术，企业们可以以最小的代价，接触到更多的消费者。
随着时代的进步，商业模式也变得越来越精巧。“饵与钩（Bait and Hook）”模式——也称为“剃刀与刀片”（Razor and Blades）模式，或是“搭售”（Tied Products）模式——出现在20世纪早期年代。在这种模式里，基本产品的出售价格极低，通常处于亏损状态；而与之相关的消耗品或是服务的价格则十分昂贵。比如说，剃须刀（饵）和刀片（钩），手机（饵）和通话时间（钩），打印机（饵）和墨盒（钩），相机（饵）和照片（钩），等等。这个模式还有一个很有趣的变形：软件开发者们免费发放他们的文本阅读器，但是对其文本编辑器的定价却高达几百美金，如Adobe公司的PDF阅读器Adobe Reader和编辑器Adobe Acrobat。
在1950年代，新的商业模式是由麦当劳（McDonald's）和丰田汽车（Toyota）创造的；1960年代的创新者则是沃尔玛（Wal-Mart）和混合式超市（Hypermarkets，指超市和仓储式销售合二为一的超级商场）；到了1970年代，新的商业模式则出现在FedEx快递和Toys R US玩具商店的经营里；1980年代是Blockbuster，Home Depot，Intel和Dell；1990年代则是西南航空（Southwest Airlines），Netflix，eBay，Amazon.com和星巴克咖啡（Starbucks）。而没有经过深思熟虑的商业模式则是许多dot-com的一个严重问题。
每一次商业模式的革新都能给公司带来一定时间内的竞争优势。但是随着时间的改变，公司必须不断地重新思考它的商业设计。随着（消费者的）价值取向从一个工业转移到另一个工业，公司必须不断改变它们的商业模式。一个公司的成败与否最终取决于它的商业设计是否符合了消费者的优先需求。

## 商業模式創新
當一個組織創建一個新的商業模式時，這個過程被稱為商業模式創新。關於該主題有一系列評論，後者將商業模式創新定義為“新商業模式的概念化和實施”。這可能包括開發全新的商業模式、多樣化為其他商業模式、收購新的商業模式，或從一種商業模式到另一種商業模式的轉變（見右圖）。轉型可以影響整個商業模式或個人，或者其價值主張、價值創造和交付以及價值捕獲元素的組合，元素之間的對齊。該概念有助於分析和規劃從一種商業模式到另一種商業模式的轉變。頻繁和成功的商業模式創新可以提高組織對環境變化的適應能力，如果組織有能力做到這一點，它就可以成為競爭優勢。

### 互联网行业的商业模式
- 门户模式，如：Yahoo!
- C2C模式，如：ebay
- 搜索模式，如：Google
- 实时搜索，如：Twitter
- 社交网络，如：Facebook
- 社交+商务模式，如：Groupon
- 影片分享，如：YouTube